# Сражение при Чинхате
Битва при Чинхате (англ. Battle of Chinhat) — одно из сражений во время Восстания сипаев, произошедшее утром 30 июня 1857 года у Исмаилганжа, близ Чинхата (или Чинхута), в княжестве Ауд между британскими силами под командой верховного комиссара Ауда сэра Генри Лоуренса и индийскими повстанцами Барката Ахмада, бывшего офицера армии Ост-Индской компании.

## Перед боем
Согласно противоречивым докладам разведки, небольшие силы повстанцев появились у Лакхнау. Сэр Генри был болен, его боевая служба осталась скорее в прошлом. Под давлением своих подчинённых он выделил три роты 32-го британского пехотного полка (позднее полк лёгкой пехоты герцога Корнуэльского), несколько рот из 13-го полка местной пехоты и несколько подразделений из других полков, небольшой отряд сикхской кавалерии и европейской добровольческой кавалерии, части бенгальской артиллерии (европейской по составу) и местной артиллерии для выдвижения к Файзабаду, чтобы перехватить повстанцев. Он полагал, что их силы на несколько сотен больше, чем силы британцев.

## Ход боя
Силы Лоуренса, подходящие к Исмаилганжу, были внезапно обстреляны повстанцами, численность которых значительно превосходила численность британцев, соотношение составило 6000 к 600. Повстанцы хорошо подготовили свои позиции, укрываясь за каменными стенами и в деревне и вскоре нанесли тяжёлые потери силам Лоуренса, особенно 32-му пехотному полку. Командир полка подполковник Уильям Кейс и несколько офицеров были убиты. 13-й пехотный полк атаковал правый край деревни, но наткнулся на укрепления повстанцев, находившихся под хорошим руководством. Этот факт, возможно, решил судьбу сражения, ставшего одной из немногих побед, одержанных в ходе восстания повстанцами в открытом бою против британцев.
В критический момент сражения многие солдаты Лоуренса, особенно индийские артиллеристы, предали его, перейдя на сторону противника, опрокинули орудия и перерезали постромки на повозках. Сикхские кавалеристы бежали с поля боя. Британцы начали отступать к мосту через ручей Кукрай, единственный путь к Лакхнау. Кавалерия повстанцев совершила фланговый манёвр, угрожая отрезать британцев от моста. Отряд из 36 кавалеристов-добровольцев, набранных в основном из гражданских, пошёл в атаку, приведя повстанческую кавалерию в замешательство. Значительная часть британских сил смогла перейти по мосту и направиться к Лакхнау. Лоуренс приказал европейской артиллерийской батарее удерживать мост, чтобы пресечь намерение повстанцев преследовать его. У артиллерии не оставалось более амуниции, но им удалось выполнить цель и дать передышку отступающим силам.

## Результаты
Видя, что отступление в целом проходит успешно, Лоуренс оставил силы для обороны британской резиденции в Лакхнау. Бригадный генерал Джон Инглиш, возглавивший 32-й полк и выступавший против похода, получил приказ провести туда выживших. Лоуренс приказал роте 32-го полка (которая не была у Чинхата) удерживать последний мост перед Лакхнау через реку Гомати. Рота под командой лейтенанта Джона Эдмонстоуна выполнила приказ и организованно отступила под вражеским натиском, возможно спасая при этом множество жизней.
К 11:30 отступление было успешно закончено. Британская резиденция в Лакхнау, куда отступил Лоуренс, стала местом осады Лакхнау, продолжавшейся до ноября 1857 года.
В ходе отступления имели место проявления большого мужества при помощи раненым и истощённым военным. Служащие 13-го полка местной пехоты часто оставляли собственных раненых, чтобы помочь британским солдатам. Офицер 13-го полка (затем лейтенант) Уильям Джордж Кубитт был награждён крестом Виктории за спасение троих служащих 32-го пехотного полка.